# Bahnhof Guntramsdorf Lokalbahn
Der Bahnhof Guntramsdorf Lokalbahn ist ein Bahnhof, der sich im Netz und Eigentum der Wiener Lokalbahnen AG (WLB) in Guntramsdorf, einer Kleinstadt in Niederösterreich mit knapp 10.000 Einwohnern an der Lokalbahn Wien-Baden befindet.

## Bedienung
Die Station wird durch die Bahnen der Lokalbahn Wien-Baden bedient, im Nachtverkehr verkehrt die Regionalbuslinie 303 der Nightline Wien parallel zur Strecke der Lokalbahn, beide verkehren im Auftrag des Verkehrsverbundes Ost-Region VOR, dessen Tarif ebenfalls im gesamten Bundesland sowie in Wien und im Burgenland zur Anwendung kommt.
Im Tagverkehr wird der Bahnhof Guntramsdorf Lokalbahn ebenfalls durch einige Regionalbuslinien bedient.
| Linie          | Verlauf | Intervall | Betreiber                          |
| -------------- | --- | --------- | ---------------------------------- |
| Lokalbahn, 303 | Oper – Karlsplatz – Matzleinsdorfer Platz – Meidling – Inzersdorf – Neu Erlaa – Vösendorf-Siebenhirten – Shopping City Süd – Maria Enzersdorf – Guntramsdorf Lokalbahn – Baden Landesspital – Bahnhof Baden – Baden Josefsplatz |           | Wiener Lokalbahnen AG, Dr. Richard |

## Geschichte

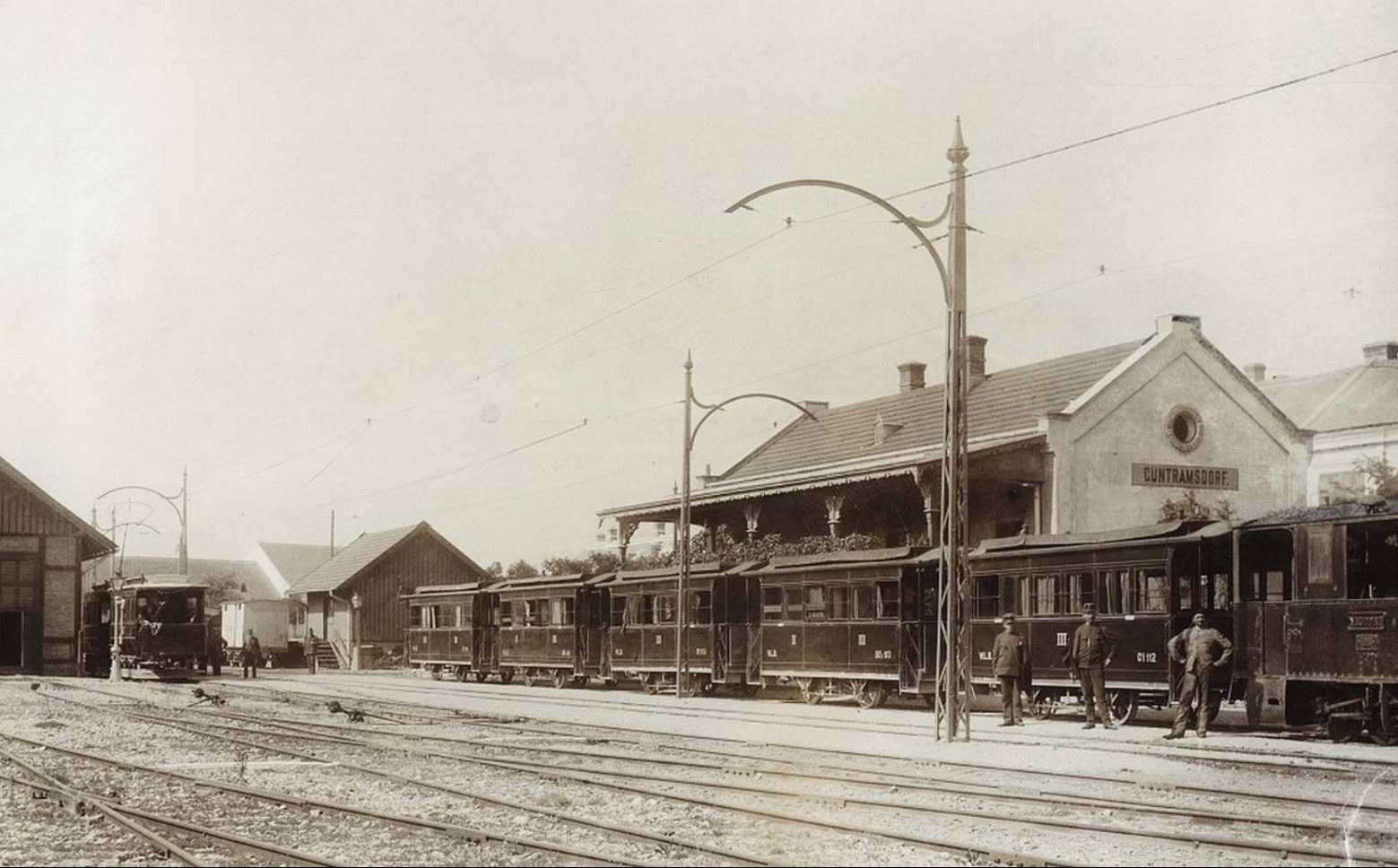
Bahnhof Guntramsdorf um 1900. Zu sehen ist sowohl ein Dampftramwayzug als auch eine Garnitur der Straßenbahn Baden

Der heutige Bahnhof Guntramsdorf Lokalbahn wurde ursprünglich von zwei verschiedenen Bahnstrecken verschiedener Bahnunternehmen erreicht. Von Norden, also von Wien her, war das anfangs eine Dampftramway der Neuen Wiener Tramway-Gesellschaft mit starkem Anteil von Güterverkehr. Aus südlicher, Badener Richtung führte eine Linie der Straßenbahn Baden bis Guntramsdorf. Beide Strecken wurden in den frühen 1900er-Jahren zu einer durchgehenden, zweigleisigen, elektrifizierten Regionalbahn umgebaut.
Vom südlichen Teil des Bahnhofes Guntramsdorf verliefen Anschlussbahnen zu einer Druckfabrik und weiter zu Betrieben im östlichen Teil des Ortes sowie zu einer Blechfabrik und einer Papierfabrik im Südosten von Guntramsdorf.

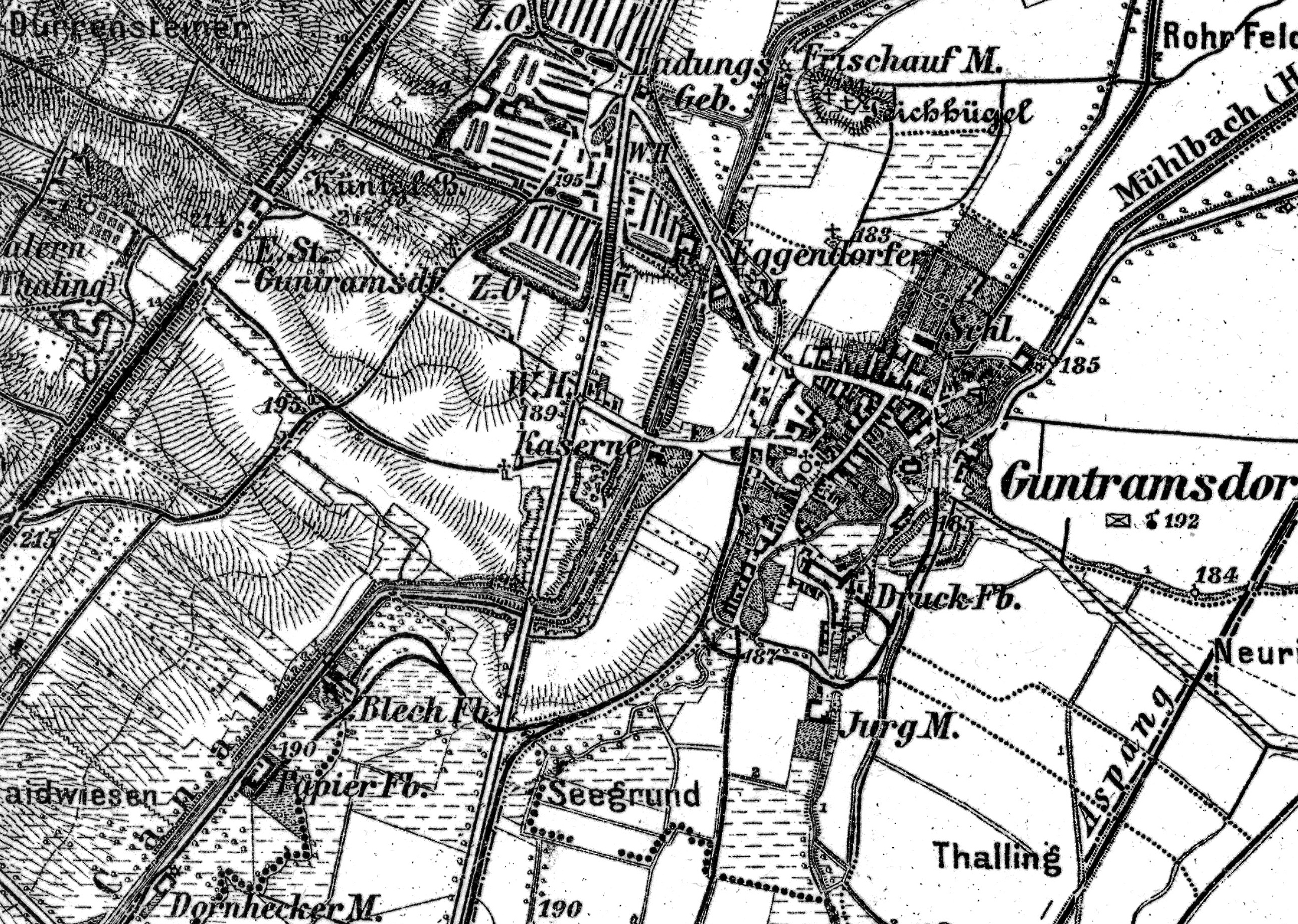
Anschlussbahnen in Gruntramsdorf um 1900

Während des Bestandes der Dampftramway bestanden in Guntramsdorf Einrichtungen zur Lokomotivbehandlung, also Heizhaus, Wasserkran und Bekohlung.
Beide Strecken gingen in den Wiener Lokalbahnen auf, die im Jahr 1906 eine zweigleisige elektrische Bahnstrecke in Betrieb nahmen.
Im Zuge des Neubaues des Gemeindezentrums von Guntramsdorf in den 2000er-Jahren wurden die beiden letzten Gütergleise des Bahnhofes entfernt. Diese hatten zuletzt noch in den 1990er-Jahren für die Verladung von Güterwagen auf Straßenroller gedient.